# バルバロイ
バルバロス（βάρβαρος）とは、ギリシア人の他民族に対する呼称で、その複数形がバルバロイ(el:βάρβαροι)である。
ギリシア人は自らを「ヘレーンの子ら（ヘレネス）」と呼んでそれ以外の民族をバルバロス（バルバロイ）と呼んだ。
バルバロスは、「聞きづらい言葉を話す者」または「醜い言語を話す者」の意で、バルカン半島東部（ギリシアの北東）のトラキア地方に住むトラキア人や、ペルシア人のことである。由来としてはギリシア人から異民族の言葉は「バルバルバル」と聞こえたからといわれている。当初は「野蛮人」という意味合いはなかったが、トラキア人は、長い間周辺の国々で奴隷としてひどい扱いを受けてきたため、徐々にこの言葉も野蛮人を指すようになった。
英語の「barbarian（野蛮人）」の語源でもある。

## 概略
ホメロスの叙事詩『イーリアス』には「異民族の言語を話すカリア人」という一節があり、「ギリシア語ではない言語を話す」という意味の形容詞としてbarbarophônosという言葉が用いられている。ギリシア人が東地中海で植民活動を行ったアルカイック期に、「ギリシア人同胞（ヘレネス）/それ以外の異民族（バルバロイ）」という二項対立の概念が成立したが、この時代のバルバロイには異民族蔑視的な意味合いは含まれていなかった。ペルシア戦争以後アケメネス朝ペルシアとの接触が激しくなるに連れて、アテナイを中心としてバルバロイという言葉に「野蛮な」というネガティブな用法が現れ、紀元前5世紀の半ばには「ギリシア人/野蛮人」という二項対立が広く用いられるようになる。言葉と野蛮、この2つの意味は当初は使い分けられていたが、やがて混同されステレオタイプ化していった。ツヴェタン・トドロフは、このような混同の理由の一つとして、異民族は「ギリシア語が話せない」ことからロゴス（言葉・理性）が欠如した不完全な人間という理解に繋がったのではないかと述べている。
歴史的に見て、蔑称としてのバルバロイは、主にギリシア人向けのプロパガンダに用いられる言葉だった。当初ペルシア人に限られていた蔑称としてのバルバロイは、時代が下るに連れてマケドニア人、ケルト人と、その時々にギリシア人ポリスと敵対する民族へと対象が変化していった。エウリピデス、ストラボンといったギリシア人著述家たちの文献中に見られるバルバロイの特徴には次のようなものが見られる。
- 人間が共同生活を行う上での基本的な掟がなく、尊属殺、近親相姦、人肉食を行う。
- 首狩り、人身御供を行うなど、ヘレネスとは断絶した存在である。
- 羞恥心がなく、他人の前でも平然と性交を行う。
- 専制君主による暴力に支配されている。家族単位で孤立した生活を営んでおり、社会秩序や市民生活というものはない。